# Macromitrium mcphersonii
Macromitrium mcphersonii är en bladmossart som beskrevs av Bruce H. Allen 2002. Macromitrium mcphersonii ingår i släktet Macromitrium och familjen Orthotrichaceae. Inga underarter finns listade i Catalogue of Life.